# رود اوزرنایا (سورنایا زملیا)
رود اوزرنایا (روسی: Озёрная) یک رودخانه در سرزمین کراسنویارسک کشور روسیه است.